# Assaut de la Mosquée rouge
Cette page se comprend mieux après la lecture de Insurrection islamiste au Pakistan.
Insurrection islamiste au Pakistan
Batailles
Bataille de Wana (2004) • Assaut de la Mosquée rouge (2007) • Première bataille de Swat (2007) • Bataille de Bajaur (2008) • Seconde bataille de Swat (2009) • Opération Rah-e-Nijat (2009) • Offensive d'Orakzai et de Kurram (2010 - 2011) • Opération Brekhna (2011) • Opération Zarb-e-Azb (2014)
Le siège suivi de l’assaut de la Mosquée rouge opposent l'armée pakistanaise aux fidèles de la Mosquée rouge, à sa milice et aux étudiantes de la Jamia Hafsa (en), situées à Islamabad, la capitale du Pakistan. L'assaut, ordonné par le président pakistanais Pervez Musharraf, a lieu les 10 et 11 juillet 2007 après huit jours de siège. Il a causé environ une centaine de morts et ses conséquences ont profondément touché le Pakistan.
Depuis janvier 2006, la Mosquée rouge et sa madrassa adjacente sont dirigées par un groupe islamiste mené par deux frères, Abdul Aziz Ghazi et Abdul Rashid Ghazi. Ils militent ouvertement en faveur de l'instauration de la charia dans tout le pays et la chute du gouvernement pakistanais. Ils se sont livrés à des manifestations, des actes de vandalisme, des kidnappings et des combats armés avec les autorités. Face à ces problèmes, l'armée pakistanaise entame son siège de la mosquée le 3 juillet et commence des négociations avec les insurgés. Après l'échec des négociations avec les occupants de la mosquée, le président Pervez Musharraf choisit le Special Service Group pour mener l'assaut qui se déroulera les 10 et 11 juillet. Le bilan final fait état 154 morts et 50 prisonniers.
L'évènement marque la reprise de l'insurrection islamiste au Pakistan après une relative accalmie due à la conclusion d'accords de paix avec certains groupes islamistes. Le conflit va même prendre une envergure incomparable avec les évènements du passé, de nombreux groupes islamistes considérant désormais le gouvernement du Pakistan comme un ennemi et lançant une guerre sainte contre lui. Le conflit va désormais être marqué par une vague historique d'attentats, qui vont tuer plus de 5 000 personnes en l'espace de quatre ans et l'armée pakistanaise va multiplier ses opérations militaires sur le territoire des talibans. Ainsi, cet événement semble être le tournant majeur d'un conflit qui causera la mort de plus de 45 000 personnes.

## Contexte

### Développement d'un foyer islamiste
La Mosquée rouge, traduction de l'ourdou Lal Masjid, a été fondée par Maulana Qari Abdullah en 1965. Son nom est tiré de la couleur des murs de la mosquée. Abdullah s'est servi de la mosquée pour faire des prêches en faveur de l'islam radical, et notamment en faveur du djihad après la première guerre d'Afghanistan et l'instauration complète de la charia. Depuis sa fondation, la mosquée a souvent été fréquentée par des responsables du pouvoir, notamment de la hiérarchie militaire, dont Muhammad Zia-ul-Haq, un chef de l'armée pakistanaise qui deviendra président après un coup d’État en 1977. Il faut dire que la mosquée est idéalement située, au cœur d'Islamabad, elle est proche du quartier-général de l'Inter-Services Intelligence, les puissants services secrets liés à l'armée, de même que de plusieurs bâtiments gouvernementaux.
Le fondateur, Maulana Qari Abdullah est assassiné en 1998 et ses deux fils, Abdul Aziz Ghazi et Abdul Rashid Ghazi, lui succèdent à la tête de la mosquée. Ceux-ci ont admis avoir été en communication avec des membres recherchés d'Al-Qaïda, dont Oussama ben Laden.
À proximité immédiate de la mosquée, on trouvait la madrassa Jamia Hafsa. Construite en 1992 par le fondateur de la Mosquée rouge, elle est réservée à l'éducation des filles et des femmes. C'est la plus importante institution religieuse du monde réservée aux femmes avec plus de 6 000 étudiantes. Bien que les mathématiques et la géographie soient enseignées, l'enseignement religieux est primordial et c'est le seul domaine dans lequel les étudiantes sont testées.
À la suite des attentats du 11 septembre 2001, le gouvernement pakistanais mené par le président Pervez Musharraf annonce qu'il soutiendra la guerre contre le terrorisme des États-Unis. Les deux fondateurs de la mosquée s'opposent à cette politique, du fait de leur position ouvertement pro-talibane, mais ils nient cependant tout lien avec les organisations terroristes interdites. La mosquée devient alors un siège de la contestation, parfois violente, de la politique des autorités. Des appels à l'assassinat contre Pervez Musharraf y sont adressés, dont notamment par Massoud Azhar (en), chef de l'organisation Jaish-e-Mohammed, qui sera impliqué dans des tentatives d'assassinat du président. À la suite des attentats du 7 juillet 2005 à Londres, les forces de sécurité tentent de prendre le contrôle de la mosquée, mais ils en sont empêchés par les étudiantes de la madrassa.

### Tensions récentes
Depuis le début de l'année 2007, la Mosquée rouge était le siège et la source de tensions très vives entre les islamistes radicaux, proches d'Al-Qaïda, qui y sont installés, et le gouvernement. Des actions spectaculaires (manifestations, autodafé, émission de fatwa contre une ministre, etc.) et violentes (séquestration et violences sur des personnes ayant un comportement jugé « immoral », enlèvement de sept ressortissantes chinoises accusées de prostitutions, quatre policiers), étaient menées depuis cette mosquée. Les dirigeants de la Mosquée ont également instauré un tribunal islamique chargé d'affaires de mœurs.

## Chronologie

### Mise en place du siège

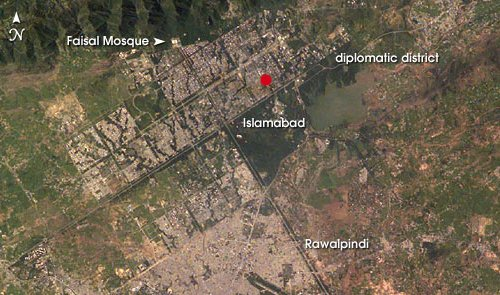
Localisation de la mosquée rouge à Islamabad (point rouge).

La tension franchit un seuil en juillet 2007 : des armes sont volées par des étudiants de la mosquée à des agents de sécurité. Par la suite, le général et président pakistanais Pervez Musharraf prend la décision de lancer une opération militaire contre les occupants de la mosquée et des madrassas, qui incluent alors des hommes, des femmes et des enfants,,,. Se méfiant de l'ISI, les services secrets pakistanais, et de leur liaison avec les islamistes (le siège central de l'ISI est très proche de la Mosquée rouge ; certains membres de l'ISI y venaient pour prier, tandis que les frères dirigeant la mosquée sont très proches de l'ISI. De plus, l'on a découvert sous la mosquée, après l'assaut, un centre de transmissions secret dont les fils étaient connectés au QG de l'ISI), le président Musharraf écarte ceux-ci de l'assaut. Ils sont remplacés par le Military intelligence, un autre service de renseignement militaire spécialisé dans les opérations de contre-insurrection.
Dès le premier jour de l'affrontement, des étudiants se sont barricadés à l'intérieur et des échanges de coups de feu ont fait plusieurs victimes parmi les passants et les journalistes. Dans les jours qui ont suivi, de nombreux étudiants, y compris des femmes et des enfants, ont pu quitter la mosquée sous le contrôle des autorités. Parmi eux Abdul Aziz Ghazi, un des dirigeants, a tenté de s'enfuir habillé en burqa, mais a été immédiatement repéré et arrêté, le 4 juillet 2007.
Pendant plusieurs jours de face à face et d'affrontements sporadiques, des tentatives de conciliations de la part du gouvernement ou des délégations religieuses d'oulémas locaux ont eu lieu. Les derniers assiégés refusent de se rendre et annoncent être prêts à se battre « jusqu'au martyre » et indiquent que de nombreuses femmes et enfants sont restés avec eux « de leur plein gré ». Considérant ces femmes et ces enfants comme des boucliers humains, les autorités repoussent autant que possible l'assaut final, craignant un bain de sang.

### L'assaut

#### Bataille pour la mosquée
L'assaut est donné par les militaires pakistanais le 10 juillet 2007 à l'aube. Ils ont dû procéder avec précaution en raison du risque pour les otages et ont rencontré une forte résistance. L'assaut, qui a duré deux jours, a fait une centaine de morts. Les islamistes avaient construit des tunnels et des bunkers, et détenaient des lanceurs de roquettes et des armes automatiques.
Abdul Rashid Ghazi, second dirigeant de la mosquée, a été tué lors de l'assaut final. Les circonstances de sa mort sont obscures : selon certaines sources, il aurait été abattu par d'autres rebelles alors qu'il tentait de se rendre aux soldats pakistanais, d'autres témoignages certifient qu'il est mort dans des tirs croisés lors de l'attaque de la mosquée, d'autres encore le disent mort en réalisant un « baroud d'honneur », abattu par les forces pakistanaises,,.

## Conséquences
À la suite de l'attaque, le numéro 2 d'Al-Qaïda, Ayman al-Zawahiri, a appelé les musulmans pakistanais à la vengeance et à la guerre sainte.
L'événement relance le conflit armé qui oppose les autorités aux islamistes et provoque notamment une vague d'attentats qui a fait plus de 45 000 morts entre 2007 et 2013. La plupart d'entre eux sont revendiqués par le Tehrik-e-Taliban Pakistan, fondé à la fin de l'année 2007.